# Petit Nevis
Petit Nevis è un'isola del Mar dei Caraibi, nell'arcipelago delle Grenadine. Fa parte dello Stato di Saint Vincent e Grenadine e si trova a sud dell'isola di Bequia, Saint Vincent.

## Descrizione
L'isola è disabitata e dista solo un miglio nautico dall'Isola di Bequia e circa dieci dall'isola "madre" di Saint Vincent. Fu per anni frequentata da pescatori locali di balena, che vi portavano per la lavorazione le catture del giorno. Oggi la pesca alla balena è praticata ma con rigide limitazioni, per conservare la popolazione di balene a rischio estinzione. La caccia alle balene fu intrapresa fin dai primi coloni residenti a Bequia, esclusivamente per gli usi alimentari legati alla loro comunità isolata.
A terra vi è solamente una vecchia base baleniera con grandi vasche, paioli e numerose ossa di balena.